# Idionycteris phyllotis
Genre
Espèce
Idionycteris phyllotis est une espèce de chauves-souris ; il s'agit de la seule espèce du genre Idionycteris.

### Pour l'espèce
- (en) Mammal Species of the World (3e  éd., 2005) :  Idionycteris phyllotis   G. M. Allen, 1916
- (en) North American Mammals : Idionycteris phyllotis
- (en) Catalogue of Life : Idionycteris phyllotis (G. M. Allen, 1916)
- (fr + en) ITIS : Idionycteris phyllotis (G. M. Allen, 1916)
- (en) Animal Diversity Web : Idionycteris phyllotis
- (en) NCBI : Idionycteris phyllotis (taxons inclus)
- (en) UICN : espèce Idionycteris phyllotis (G.M. Allen, 1916)

### Pour le genre
- (en) Mammal Species of the World (3e  éd., 2005) :  Idionycteris   Anthony, 1923
- (en) North American Mammals : Idionycteris
- (en) Catalogue of Life : Idionycteris Anthony, 1923 (consulté le 11 décembre 2020)
- (fr + en) ITIS : Idionycteris Anthony, 1923
- (en) Animal Diversity Web : Idionycteris
- (en) NCBI : Idionycteris (taxons inclus)
- (en) UICN : taxon  Idionycteris  (consulté le 6 janvier 2023)